# Deliochus pulcher
Deliochus pulcher là một loài nhện trong họ Araneidae. Chúng được William Joseph Rainbow miêu tả năm 1916.

## Phân loài
- Deliochus pulcher melanius, Rainbow, 1916